# دختری با گوشواره مروارید (فیلم)
دختری با گوشواره مروارید (به انگلیسی: Girl with a Pearl Earring) فیلمی است محصول سال ۲۰۰۳ و به کارگردانی پیتر وبر است. در این فیلم بازیگرانی همچون اسکارلت جوهانسون، کالین فرث، تام ویلکینسون، کیلین مورفی و جودی پارفیت ایفای نقش کرده‌اند.
این فیلم با الهام از نقاشی معروف دختری با گوشواره مروارید اثر یوهانس ورمر ساخته شد.
فیلمنامه این فیلم هم از رمان دختری با گوشواره مروارید اثر تریسی شوالیه اقتباس شده‌است.

## خلاصه داستان
خدمتکاری جوان که در خانهٔ یک نقاش بنام «یوهانس ورمر» کار می‌کند، رفته رفته به دستیار او و همین‌طور مدل یکی از نقاشی‌هایش تبدیل می‌شود.

## جوایز
- کاندیدای اسکار بهترین طراحی لباس
- کاندیدای اسکار بهترین طراحی هنری
- کاندیدای اسکار بهترین فیلمبرداری
- کاندیدای گلدن گلوب بهترین بازیگر نقش اول زن فیلم درام
- کاندیدای گلدن گلوب بهترین موسیقی متن
- کاندیدای بفتای بهترین بازیگر نقش اول زن
- کاندیدای بفتای بهترین بازیگر نقش مکمل زن
- کاندیدای بفتای بهترین فیلمنامه اقتباسی
- کاندیدای بفتای بهترین موسیقی
- کاندیدای بفتای بهترین گریم و آرایش مو
- کاندیدای بفتای بهترین طراحی لباس
- کاندیدای بفتای بهترین فیلمبرداری
- کاندیدای بفتای بهترین طراحی تولید
- کاندیدای بفتای بهترین فیلم بریتانیا